# Droit de préemption en droit français
En droit français, un droit de préemption est un droit légal ou contractuel accordé à des personnes privées ou publiques d'acquérir un bien par priorité à toute autre personne et ce lorsque le propriétaire manifeste sa volonté de le vendre.

## Utilisation
Une préemption résulte soit de la loi, soit d'un contrat entre les intéressés. Par exemple, en droit des affaires, les statuts d'une société peuvent prévoir un droit de préemption sur les parts sociales ou actions de l'entreprise au profit des associés ou des actionnaires, afin d'éviter qu'une personne non agréée puisse acheter une partie du capital social.
En France, quand un droit de préemption existe, le propriétaire doit notifier, préalablement à la vente, son projet de vente au titulaire du droit de préemption.
Le titulaire du droit de préemption a généralement un à deux mois pour faire connaitre sa réponse. À défaut de réponse dans ce délai, il est réputé avoir renoncé à son droit de préemption et le propriétaire peut alors vendre son bien librement, mais aux mêmes conditions.
Si le bénéficiaire décide de préempter, il le fait aux conditions financières demandées par le vendeur. Toutefois, certains droits de préemption publics permettent au bénéficiaire d'offrir un prix inférieur à celui demandé par le vendeur (prix des domaines par exemple). En cas de désaccord persistant, le « juste prix » est alors déterminé par une autorité impartiale. En France, il s'agit du juge de l'expropriation.

## Expropriation et préemption
La différence fondamentale entre un droit de préemption et une expropriation est que,
- dans le premier cas, le propriétaire prend l'initiative de vendre (mais le bénéficiaire du droit de préemption se substitue à l'acheteur)
- alors que dans le cas d'une expropriation, le propriétaire n'est pas vendeur, et sa dépossession est effectuée d'autorité par l'expropriant.

Également, il peut exister dans certains cas un droit de délaissement. Il s'agit de la possibilité offerte à un propriétaire d'exiger d'un organisme, généralement de droit public, d'acheter son bien. Ce droit est généralement instauré pour compenser des servitudes d'utilité publiques imposées à une propriété. Ce droit est destiné à garantir à un propriétaire la possibilité de vendre son bien dans des conditions acceptables, lorsque les contraintes qui le grèvent réduiraient sa valeur marchande, voire compromettraient la possibilité de le vendre.

## Les droits de préemption publics

### Le Droit de préemption urbain (DPU)
Une commune ou un établissement public de coopération intercommunale peut instaurer sur son territoire le droit de préemption urbain (DPU) lorsque la commune est dotée d'un PLU (Plan local d'urbanisme) ou d'un POS (Plan d'occupation des sols). La loi "Urbanisme et Habitat" de 2003, permet également aux communes dotées de cartes communales d'instituer un droit de préemption. Une collectivité territoriale peut être bénéficiaire et délégataire d'un droit de préemption.
Ce droit de préemption peut être « simple » ou « renforcé ».
Le droit de préemption simple permet à la commune ou à son délégataire d'être prioritaire sur l'achat d'un bien mis en vente.
Le droit de préemption dit « renforcé » permet d'étendre son application à des biens qui en étaient normalement exclus, en particulier, aux ventes de lots de copropriété anciennes et aux immeubles construits il y a moins de quatre ans.
Toutes les ventes de biens immobiliers situées dans les zones où un DPU est instauré doivent préalablement faire l'objet d'une Déclaration d'intention d'aliéner (« DIA ») permettant à la mairie d'être informée des transactions en cours et d'indiquer si elle souhaite ou non exercer son droit de préemption.
Cependant, ce droit ne peut désormais être appliqué que s'il est associé à un véritable projet d'intérêt général, par exemple dans le cadre de la rénovation urbaine ou de la construction de logements sociaux aidés. Le caractère architectural d'un bâtiment, quel que soit son intérêt, ne peut justifier à lui seul, l'application d'un droit de préemption par la mairie.
Le montant de la préemption est fixé par le bénéficiaire du droit de préemption, après avis de France Domaine (service de l'État), contrairement à l'avis souvent répandu, la mairie n'a pas obligation de suivre l'information du prix de marché.
Si ce prix n'est pas celui demandé par le vendeur, celui-ci peut, dans un délai de deux mois, accepter ce prix, refuser de vendre, ou demander que le prix soit fixé par le juge.

### L'Espace naturel sensible (ENS)
C'est un espace à valeur patrimoniale forte (écologique, paysager), à propriété des conseils départementaux qui assurent la gestion et la conservation de ces sites.
Le financement des Espaces naturels sensibles est assuré par la « taxe ENS ou TDENS » qui est annexée à la Taxe locale d'équipement, et est, comme elle, due à l'occasion de la délivrance d'un permis de construire ou d'une procédure comparable

### Droit de préemption pour l’adaptation des territoires au recul dutrait de côte
La loi climat et résilience   du 22 août 2021 a institué un droit de préemption spécifique destiné à faciliter l’adaptation des territoires au recul du trait de côte au profit des communes et des intercommunalités, codifié aux articles L. 219-1 et suivants du code de l'urbanisme,,. Lorsque ce régime est instauré sur une propriété, les autres droits de préemption publics, tels que le droit de préemption urbain ou celui des ZAD ne sont plus applicable, hormis celui applicable dans les espaces naturels sensibles.
Le régime de ce droit est inspiré de celui du DPU. Toutefois, « Le prix d'un bien immobilier situé dans une zone exposée au recul du trait de côte délimitée en application du 1° de l'article L. 121-22-2 est fixé en priorité par référence à des mutations et accords amiables portant sur des biens de même qualification et avec un niveau d'exposition similaire situés dans cette même zone ».
Une fois acquis par la collectivité, ces biens sont normalement destinés à être renaturés

### Le droit de préemption des fonds de commerce
La loi no 2005-882 du 2 août 2005 en faveur des petites et moyennes entreprises dite « loi Dutreil » a instauré un droit de préemption par les communes des fonds artisanaux, les fonds de commerce, les baux commerciaux et les terrains faisant l'objet de projets d'aménagement commercial, codifié aux articles L. 214-1 et suivant du code de l'urbanisme. Le décret d'application est paru tardivement, le 26 décembre 2007, et est codifié aux articles R. 214-1 et suivants même code.
Dans un premier temps, la commune délimite, après avis de la Chambre de commerce et d'industrie et de la Chambre des métiers, un périmètre de sauvegarde du commerce et de l'artisanat de proximité, à l'intérieur duquel seront soumises au droit de préemption les cessions de fonds artisanaux, de fonds de commerce ou de baux commerciaux, ainsi que la vente de terrains destinés à accueillir des commerces d'une surface de vente comprise entre 300 et 1 000 mètres carrés, afin de préserver la diversité et à promouvoir le développement de l'activité commerciale et artisanale dans le périmètre concerné.
Les projets de cessions de fonds situés dans ces périmètres de sauvegarde du commerce et de l'artisanat de proximité sont alors notifiés à la commune, qui dispose d'un délai de deux mois pour notifier son éventuelle décision de préemption, décision qui doit nécessairement être motivée. La préemption se fait soit au prix demandé par le vendeur, soit à celui que déterminera le juge de l'expropriation. le silence de la mairie au-delà du délai de deux mois vaut renonciation à l'exercice du droit de préemption.
En cas d'accord sur le prix (demandé par le vendeur ou fixé par le juge), le fonds est acquis dans les trois mois par la commune, qui dispose alors d'un délai de deux ans pour le revendre, dans le cadre d'un cahier des charges permettant de garantir le respect des objectifs de la préemption, et au profit d'une entreprise commerciale ou artisanale.
Contrairement au droit de préemption urbain, ce droit de préemption ne peut être exercé que par la commune et ne peut être délégué à d'autres organismes publics.

### Le droit de préemption en faveur desjardins familiaux
Le code rural prévoit que les collectivités locales ou les EPCI compétents peuvent exercer un droit de préemption en vue de l’acquisition de terrains destinés à la création ou à l’aménagement de jardins familiaux.

### Droit de préemption la préservation de la ressource en eau
Les articles L. 218-1 et suivant du Code de l'urbanisme instituent un droit de préemption des surfaces agricoles sur un territoire délimité en tout ou partie dans l'aire d'alimentation de captages utilisés pour l'alimentation en eau destinée à la consommation humaine afin de préserver la qualité de la ressource en eau dans laquelle est effectué le prélèvement. Ce droit est instauré au bénéfice de la commune ou de l'intercommunalité compétente en matière de contribution à la préservation de la ressource en eau
Ces dispositions ont fait l'objet d'un décret d'application du 10 septembre 2022,

### Le droit de préemption des résidences principales saisies par un créancier
L'article L. 616 du code de la construction et de l'habitation dans sa rédaction issue de l'ordonnance no 2007-137 du 1er février 2007 relative aux offices publics de l'habitat, permet à la commune de préempter un logement constituant la résidence principale d'une personne qui remplit les conditions de ressources pour l'attribution d'un logement à loyer modéré, lorsque ce logement fait l'objet d'une saisie immobilière.
Ce droit de préemption, qui peut être délégué à un office public de l'habitat, s'exerce dans le mois de l'adjudication du logement, et est exclusivement destiné à assurer le maintien dans les lieux de l'ancien propriétaire.

### Droit de préemption de biens culturels
La loi accorde à l’État et à la Bibliothèque nationale de France un droit de préemption sur les ventes publiques ou ventes de gré à gré de biens culturels (articles L. 123-1 et suivants du code du patrimoine).

## Les droits de préemption privés

### Le droit de préemption des indivisaires
En vertu de l’article 815-14 du code civil, « l’indivisaire qui entend céder, à titre onéreux, à une personne étrangère à l’indivision, tout ou partie de ses droits dans les biens indivis ou dans un ou plusieurs de ces biens est tenu de notifier par acte extrajudiciaire aux autres indivisaires le prix et les conditions de la cession projetée […]. Tout indivisaire peut, dans le délai d’un mois qui suit cette notification, faire connaître au cédant, par acte extrajudiciaire, qu’il exerce un droit de préemption aux prix et conditions qui lui ont été notifiés ».
Lorsqu’un indivisaire exerce son droit de préemption, il dispose d’un délai de deux mois pour signer l'acte de vente à compter de la date d’envoi de sa réponse au vendeur. Si l’indivisaire n’a pas réalisé la vente à l’issue de ce délai de deux mois, il sera mis en demeure de le faire dans un délai de quinze jours. Si la mise en demeure est restée sans effet à l’issue de ce délai de quinze jours, la déclaration de préemption est nulle de plein droit.
Dans le cas d’une vente qui aurait été opérée au mépris des dispositions précitées, le recours en nullité peut être intentée dans les cinq ans à compter de la réalisation de la vente « frauduleuse » et seulement par ceux à qui les notifications auraient dû être faites ou par leurs héritiers.

### Le droit de préemption des locataires d'habitation
Tout propriétaire peut vendre librement en cours de bail un logement loué. Le nouveau propriétaire reprend le contrat de location à son compte. Mais si un congé pour vendre est adressé au locataire, celui-ci est titulaire d'un droit de préemption aux mêmes conditions notamment de prix que celles spécifiées dans le document donnant congé. Ce congé ne peut être donné que pour l'échéance du bail.
Dans certains cas de vente à la découpe ou de mise en copropriété, le locataire dispose également d'un droit de préemption

### Le droit de préemption des locataires commerciaux
La loi Pinel, a modifié  le régime des baux commerciaux, a consacré le principe d'un droit de préemption pour les locataires titulaires d’un bail commercial. Ce droit est aujourd’hui prévu par les dispositions de l’article L.145-46-1 du Code de commerce.

### Le droit de préemption des locataires de droit rural
Le locataire de droit rural a un droit de préemption lorsque le fonds ou les terres qu'il exploite sont cédés à une tierce personne par le propriétaire ou vendus par adjudication.
Il n’est pas prioritaire dans l’acquisition du bien lorsque des textes accordent, aussi, un droit de priorité au profit de l’État, des collectivités publiques et des établissements publics.
En revanche, ce droit de préemption prévaut sur celui dont bénéficie, aussi, la SAFER.
Ce droit est encadré par le Code rural et de la pêche maritime, aux articles L. 412-1 et suivants.

### Le droit de préemption desSAFER
Les SAFER disposent d'un droit de préemption défini à l'article L. 143-1 du code rural, qui s'applique de manière subsidiaire au droit de préemption urbain au droit de préemption des ZAD, lors des ventes de terrains et de biens immobiliers à vocation agricole.
Ce droit de préemption est destiné à permettre :
1. L’installation, la réinstallation ou le maintien des agriculteurs :
2. L’agrandissement et l’amélioration de la répartition parcellaire des exploitations existantes ;
3. La préservation de l’équilibre des exploitations lorsqu'il est compromis par l’emprise de travaux d’intérêt public ;
4. La sauvegarde du caractère familial de l’exploitation ;
5. La lutte contre la spéculation foncière ;
6. La conservation d’exploitations viables existantes lorsqu'elle est compromise par la cession séparée des terres et de bâtiments d’habitation ou d’exploitation ;
7. La mise en valeur et la protection de la forêt ainsi que l'amélioration des structures sylvicoles dans le cadre des conventions passées avec l'État ;
8. La réalisation des projets de mise en valeur des paysages et de protection de l’environnement approuvés par l’État ou les collectivités locales et leurs établissements publics.
9. Dans les conditions prévues par le chapitre III du titre IV du livre Ier du code de l'urbanisme, la protection et la mise en valeur des espaces agricoles et naturels périurbains[18].